# 容啟亮
容啟亮，BBS（1949年—），香港工程學家，註冊工程師，香港工程科學院院士，於香港理工大學任職多年。研究領域包括精密機械、機電一體化、自動控制系統、電腦集成製造及管理、深度太空探索，曾參與多個太空探索任務的儀器開發。

## 生平

### 早年生活
容啟亮中學時就讀於筲箕灣官立中學，愛好攝影。1970年在香港理工學院（香港理工大學前身）取得機械工程文憑，後留學英國。1975年於布萊頓大學取得電子工程學士學位，1976年於倫敦帝國理工學院取得自動控制科學碩士。畢業後，他留在英國工作，先後任職於BOC先進焊接公司、EverReady集團及Cranfield精密工程公司，期間於1982年取得註冊工程師資格，於1985年在普利茅斯大學取得哲學博士（微處理器應用在過程式控制研究）。他在1986年回港，於香港生產力促進局擔任顧問，其後回到母校香港理工大學的工業及系統工程系工作。

### 學術生涯
1989年開始「太空持崁鉗」的研發，據說本為與牙醫朋友合作研發的牙醫鉗。此工具被用於和平號太空站，容啟亮因而進入航天科技領域。2000年起研發多項獲獎發明，被用於不同太空探索計劃。2010年代起帶領理大之團隊與中國國家航天局、中國空間技術研究院等合作多項研發。
現為香港理工大學工業及系統工程學系副系主任、精密工程講座教授、深空探測研究中心主任。（2022年資料）
2014年，當選香港工程科學院院士。
2015年，因學術成就獲香港政府頒授銅紫荊星章（BBS）。
2019年，反對逃犯條例修訂草案運動以至理大被示威者佔據，容啟亮曾擔心實驗室被破壞，亦因而盡量保持低調。

## 主要成就
| 開發項目                     | 相關計劃/設施                                        | 相關獎項                                                                                                   |
| ---------------------------- | ---------------------------------------------------- | --- |
| 太空持崁鉗（1990年代）       | 和平號太空站                                         | 1997年香港工業獎選舉之消費產品設計優異獎                                                                   |
| 岩芯取樣器（2000年或之前）   | 2003年歐洲太空總署「火星快車」計劃「獵犬二號」登陸船 | 2000年香港十大傑出工程項目之最具創意獎 2000年傑出領袖選舉之1010創意大獎 2001年第50屆世界創新科技博覽會金獎 |
| 創新微注塑機（2007年或之前） |                                                      | 2007年第35屆日內瓦國際發明展金獎                                                                           |
| 行星表土準備系統             | 2011年中俄聯合勘探火星火衛一任務                     | 2014年第42屆日內瓦國際發明展特別大獎及評審團特別嘉許金獎                                                   |
| 落火狀態監視相機             | 中國「天問一號」火星探索計劃                         | |
| 相機指向系統                 | 中國探月任務「嫦娥三號」及「嫦娥四號」               | 2022年第49屆日內瓦國際發明展評審團特別嘉許金獎                                                             |
| 月球土壤採集裝置             | 中國探月任務「嫦娥五號」                             | |